# Team Jayco-AIS/Saison 2011
Dieser Artikel listet Erfolge und Mannschaft des Radsportteams Team Jayco-AIS in der Saison 2011 auf.

## Erfolge in den Continental Circuits
| Datum      | Rennen                                              | Kat. | Sieger                |
| ---------- | --------------------------------------------------- | ---- | --------------------- |
| 9. Januar  | Australische Meisterschaft – Straßenrennen (U23)    | NC   | Benjamin Dyball       |
| 11. Januar | Australische Meisterschaft – Einzelzeitfahren (U23) | NC   | Luke Durbridge        |
| 3. April   | Trofeo Piva Banca Popolare                          | 1.2U | Richard Lang          |
| 6. Mai     | 3. Etappe Giro della Regione Friuli                 | 2.2  | Patrick Lane          |
| 16. Mai    | Prolog Olympia’s Tour (EZF)                         | 2.2  | Luke Durbridge        |
| 20. Mai    | 5. Etappe Olympia’s Tour (EZF)                      | 2.2  | Luke Durbridge        |
| 2. Juni    | 2. Etappe Tour of Norway                            | 2.2  | Michael Hepburn       |
| 13. Juni   | 1. Etappe Thüringen-Rundfahrt                       | 2.2U | Jay McCarthy          |
| 14. Juni   | 2. Etappe Thüringen-Rundfahrt                       | 2.2U | Mannschaftszeitfahren |

## Zugänge – Abgänge
| Zugänge               | Team 2010 | Abgänge          | Team 2011                 |
| --------------------- | --------- | ---------------- | ------------------------- |
| Benjamin Dyball       | Neoprofi  | Michael Matthews | Rabobank                  |
| Damien Howson         | Neoprofi  | Rohan Dennis     | Rabobank Continental Team |
| Jordan Kerby          | Neoprofi  | Michael Freiberg | V Australia               |
| Mitchell Lovelock-Fay | Neoprofi  | Glenn O’Shea     | Unbekannt                 |
| Jay McCarthy          | Neoprofi  |                  |                           |

## Mannschaft
| Name                  | Geburtstag        | Nationalität |
| --------------------- | ----------------- | ------------ |
| Nick Aitken           | 1. Januar 1990    | Australien   |
| Alex Carver           | 25. November 1991 | Australien   |
| Aaron Donnelly        | 27. Februar 1991  | Australien   |
| Luke Durbridge        | 9. April 1991     | Australien   |
| Benjamin Dyball       | 20. April 1989    | Australien   |
| Michael Hepburn       | 17. August 1991   | Australien   |
| Damien Howson         | 13. August 1992   | Australien   |
| Jordan Kerby          | 15. August 1992   | Australien   |
| Patrick Lane          | 29. August 1991   | Australien   |
| Richard Lang          | 23. Februar 1989  | Australien   |
| Mitchell Lovelock-Fay | 12. Januar 1992   | Australien   |
| Jay McCarthy          | 8. September 1992 | Australien   |
| Malcolm Rudolph       | 4. Januar 1989    | Australien   |

## Platzierungen in UCI-Ranglisten
UCI Europe Tour 2011
|       | Fahrer          | Punkte |
| ----- | --------------- | ------ |
| 145.  | Luke Durbridge  | 102    |
| 159.  | Michael Hepburn | 95     |
| 373.  | Jay McCarthy    | 42     |
| 384.  | Richard Lang    | 40     |
| 539.  | Patrick Lane    | 26     |
| 1212. | Nick Aitken     | 2      |

UCI Oceania Tour 2011
|     | Fahrer          | Punkte |
| --- | --------------- | ------ |
| 1.  | Richard Lang    | 100    |
| 4.  | Damien Howson   | 46     |
| 8.  | Patrick Lane    | 30     |
| 13. | Malcolm Rudolph | 20     |
| 21. | Nick Aitken     | 11     |
| 32. | Aaron Donnelly  | 6      |
| 35. | Alex Carver     | 5      |